# Aniwa (condado de Shawano, Wisconsin)
Aniwa es un pueblo ubicado en el condado de Shawano en el estado estadounidense de Wisconsin. En el Censo de 2010 tenía una población de 541 habitantes y una densidad poblacional de 6,26 personas por km².

## Geografía
Aniwa se encuentra ubicado en las coordenadas 44°59′00″N 89°9′52″O / 44.98333, -89.16444. Según la Oficina del Censo de los Estados Unidos, Aniwa tiene una superficie total de 86.49 km², de la cual 85.86 km² corresponden a tierra firme y (0.72%) 0.63 km² es agua.

## Demografía
Según el censo de 2010, había 541 personas residiendo en Aniwa. La densidad de población era de 6,26 hab./km². De los 541 habitantes, Aniwa estaba compuesto por el 98.34% blancos, el 0% eran afroamericanos, el 1.11% eran amerindios, el 0% eran asiáticos, el 0% eran isleños del Pacífico, el 0% eran de otras razas y el 0.55% pertenecían a dos o más razas. Del total de la población el 0.18% eran hispanos o latinos de cualquier raza.